# Фоминское (Алтайский край)
Фоми́нское — село в Алтайском крае России. Входит в состав городского округа город Бийск. До 2004 года входил в упразднённый Фоминский сельсовет и являлся его административным центром.

## География
Расположено к западу от Бийска на правом берегу реки Обь выше места впадения в неё реки Чемровка. Расстояние по автодороге до центра Бийска — 30 км. 

## История
Село основано в 1720 году братьями Тимофеем и Григорием  Фомиными (Фоминских), это было первое сельское поселение в окрестностях Бикатунской крепости (будущего города Бийск).

## Население
| 1997  | 1998  | 1999  | 2000  | 2001  | 2002  |
| ----- | ----- | ----- | ----- | ----- | ----- |
| 1127  | ↘1112 | ↗1139 | ↗1167 | ↘1095 | ↗1117 |
| 2003  | 2004  | 2005  | 2006  | 2007  | 2008  |
| ↗1224 | ↗1247 | ↗1255 | ↘1228 | ↘1149 | ↗1351 |
| 2009  | 2010  | 2011  | 2012  | 2013  |       |
| ↘1216 | ↘1166 | ↗1167 | ↗1229 | ↗1273 |       |

## Люди, связанные с селом
- Копытов, Михаил Борисович (1921, село Фоминское — 1974) — участник Великой Отечественной войны, Герой Советского Союза